# كريستيان فرنسيس
كريستيان فرنسيس هو مجدف لبناني، ولد في 7 أغسطس 1968.

## وصلات خارجية
- كريستيان فرنسيس على موقع الاتحاد الدولي للتجديف (الإنجليزية)
- كريستيان فرنسيس على موقع اللجنة الأولمبية الدولية (الإنجليزية)
- كريستيان فرنسيس على موقع أوليمبيديا (الإنجليزية)